# Ferdinand Bordewijkbrug
De Ferdinand Bordewijkbrug (brug 616) is een vaste brug in de wijk Slotermeer in het stadsdeel Amsterdam Nieuw-West. De brug over een duiker vormt de verbinding tussen de Louis Couperusstraat en de Henriëtte Roland Holststraat. Aan de westzijde staat het gebouw en gemeentelijk monument Louis Couperusstraat 133, Amsterdam. 
De brug en gracht maakten nog geen deel uit van het ontwerp dat Cornelis van Eesteren in 1939 voor de woonwijk maakte; hij had hier geen water ingetekend, maar een groenstrook. De brug dateert van 1954/1955 toen de woonwijk ten noorden van de Sloterplas verrees. Het uiterlijk van deze brug doet enigszins aan de Amsterdamse Schoolstijl denken. De walkanten en landhoofden zijn uitgevoerd in baksteen en de brug heeft hier een dito overspanning met ontspanningsboog. De brug heeft aan de zijkanten boven de uiteinden van de duiker een natuurstenen rand met natuurstenen balusters, waarin een metalen balustrade hangt. De brug, die veel overeenkomsten vertoont met de Dirk de Waterduikerbrug, is ontworpen door Dick Slebos van de Dienst der Publieke Werken. Het vele baksteen lijkt daarbij wel van de hand te zijn van Piet Kramer, die in 1952 bij de dienst vertrok. Van zijn directe opvolgers, waaronder Slebos, is bekend, dat zij zich soms door Kramers werk lieten inspireren. 
De brug werd samen aanbesteed met brug 614 en de Dirk de Waterduikerbrug.
De brug ging vanaf haar oplevering naamloos door het leven als brug 616. De gemeente Amsterdam vroeg in 2016 aan de Amsterdamse bevolking om mogelijke namen voor dergelijke bruggen. Een voorstel deze brug te vernoemen naar schrijver Ferdinand Bordewijk werd in maart 2018 goedgekeurd en opgenomen in de Basisadministratie Basisregistraties adressen en gebouwen. De straten die de brug met elkaar verbindt zijn eveneens vernoemd naar schrijvers (Henriëtte Roland Holst en Louis Couperus).

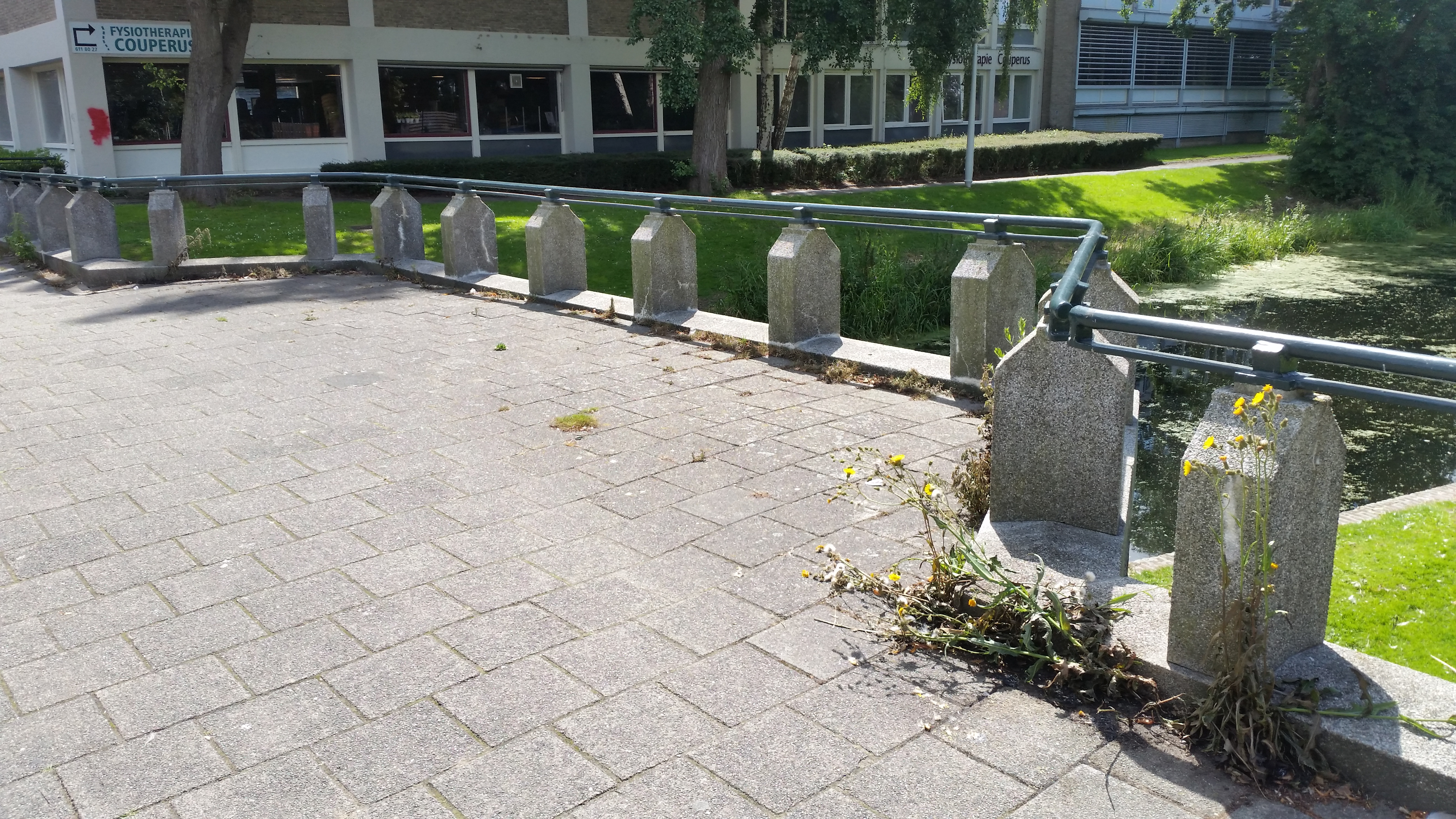
Leuning van brug 616 (juli 2020)

<<< · 600 · 601 · 602 · 603 · 604 · 605 · 606 · 607 · 608 · 609 · 610 · 611 · 612 · 613 · 614 · 615 · 616 · 617 · 618 · 619 · 620 · 621 · 622 · 623 · 624 · 626 · 627 · 628 · 629 · 630 · 631 · 632 · 633 · 634 · 635 · 636 · 637 · 638 · 639 · 643 · 651 · 652 · 653 · 655 · 656 · 657 · 658 · 659 · 660 · 661 · 662 · 663 · 664 · 665 · 666 · 667 · 668 · 669 · 670 · 671 · 673 · 674 · 675 · 676 · 677 · 678 · 679 · 681 · 682 · 683 · 684 · 685 · 687 · 688 · 689 · 690 · 691 · 692 · 695 · 696 · 699 · >>>
Verdwenen brugnummers: 625 (afgebroken brug Sam van Houtenstraat), 640, 644, 645, 646, 647, 648, 650, 672 (duiker Cornelis Lelylaan, Rembrandtpark), 694, 698.
Nooit gebouwd: 649, 680 (nooit gebouwde brug Sloterplas).
Brugnummers 641, 642, 654, 686, 693, 694 en 697 zijn onbekend.